# Ryssland i olympiska sommarspelen 1908
Ryssland deltog med 6 deltagare vid de olympiska sommarspelen 1908 i London. Totalt vann de tre medaljer och slutade på tolfte plats i medaljligan.

## Medaljer

### Guld
- Nikolaj Panin - Konståkning, herrarnas specialprogram

### Silver
- Nikolaj Orlov - Brottning, Grekisk-romersk stil lättvikt, herrar
- Aleksandr Petrov - Brottning, Grekisk-romersk stil tungvikt, herrar